# Cultures régionales françaises
Héritages de l'histoire des régions de France, les cultures régionales s'expriment par l'habitat, l'artisanat, le folklore et autres fêtes régionales, les danses traditionnelles, la musique traditionnelle, les costumes régionaux, les musées régionaux, et quelquefois les langues.

## Cultures régionales par aires d'influence
- Aire celtique
  - Culture bretonne
- Aire germanique
  - Culture de l'Alsace
  - Culture flamande
- Aire romane
  - Culture en Angevin
  - Culture de la Lorraine
  - Culture wallonne
  - Culture de la Normandie
  - Culture en Bourgogne
  - Culture en Champagne
  - Culture du Berry
  - Culture en Franche-Comté
  - Culture en Vendée
  - Culture du Nord-Pas-de-Calais
  - Culture de la Picardie
  - Culture de l'Orléanais
- Aire navarraise
  - Culture basque
  - Culture en Gascogne
  - Culture en Béarn
- Aire occitano-catalane
  - Culture de l'Auvergne
  - Culture du Languedoc
  - Culture du Limousin
  - Culture catalane
  - Culture pyrénéenne
- Aire gallo-italique
  - Culture en Dauphinois
  - Culture du Jura
  - Culture en Provence
  - Culture dans le Lyonnais
  - Culture romande
  - Culture de la Corse
  - Culture en Savoie
- Aire créole
  - Culture en Guyane
  - Culture de la Martinique
  - Culture de Saint-Martin
  - Culture de Saint-Barthélémy
  - Culture de la Guadeloupe
  - Culture de La Réunion
- Aire océanienne
  - Culture de Polynésie française
  - Culture de Nouvelle-Calédonie
  - Culture wallisienne et futunienne
- Autres territoires ultramarins
  - Culture de Mayotte
  - Culture de Saint-Pierre-et-Miquelon